# Titulair bisdom Vergi
Het titulair bisdom Vergi (Latijn: Dioecesis Vergensis) is een titulair bisdom van de Rooms-Katholieke Kerk.
De titel verwijst naar het antieke bisdom met zetel in de stad Vergi, waarmee verwezen wordt naar het huidige Berja in het aartsbisdom Sevilla, in Spanje. De enige bisschop waarvan is beschreven dat deze hier heeft gezeteld is de heilige Ctesiphon (Spaans: San Tesifonte), een van de zeven heiligen die in de eerste eeuw door Petrus naar Spanje werden gestuurd om het geloof te verspreiden.
| Titulaire bisschoppen van Vergi |                                 |                                                  |                  |                  |
| nr.                             | naam                            | ambt                                             | van              | tot              |
| 1                               | Angelo Calabretta               | bisschop-emeritus van Noto (Italië)              | 27 juni 1970     | 4 januari 1975   |
| 2                               | Paul Marie Nguyên Minh Nhât     | bisschop-coadjutor van Xuân (Viëtnam)            | 16 juli 1975     | 22 februari 1988 |
| 3                               | Antonín Liška                   | hulpbisschop van Praag (Tsjechië)                | 19 mei 1988      | 28 augustus 1991 |
| 4                               | Gerhard Jakob                   | hulpbisschop van Trier (Duitsland)               | 12 december 1993 | 4 mei 1998       |
| 5                               | Salvador Emilio Riverón Cortina | hulpbisschop van Havana (Cuba)                   | 24 april 1999    | 22 februari 2004 |
| 6                               | Ángel Rubio Castro              | hulpbisschop van Toledo (Spanje)                 | 21 oktober 2004  | 3 november 2007  |
| 7                               | Santiago Gómez Sierra           | hulpbisschop van Sevilla (Spanje)                | 18 december 2010 | 15 juni 2020     |
| 8                               | Francisco José Prieto Fernández | hulpbisschop van Santiago de Compostela (Spanje) | 28 januari 2021  | 1 april 2023     |